# Igor Dodon
Igor Dodon (Sadova, 18 febbraio 1975) è un politico moldavo, Presidente della Repubblica di Moldavia dal 23 dicembre 2016 al 24 dicembre 2020.
Deputato in Parlamento dal 2009, è stato leader del Partito Socialista Moldavo. Ha ricoperto la carica ministro di commercio ed economia dal settembre 2006 al settembre 2009 e di vice-primo ministro dal 2008 al 2009. È un filo-russo dichiarato.

## Biografia
Si è laureato in economia all'università agraria di stato della Moldavia. È stato vice-primo ministro nel governo di Zinaida Greceani.
Inizialmente militante tra le file del Partito Dei Comunisti di Moldavia, ha poi fatto parte del Partito Socialista di Moldavia ed infine indipendente dal 2016.
Ha 3 figli maschi; la sua lingua madre è il rumeno; parla inoltre russo, francese ed inglese.
Nell'ottobre 2016, in seguito all'occupazione militare della penisola di Crimea da parte della Russia, ha affermato che la Crimea "è un territorio della Federazione Russa". Nel gennaio 2017 ha però dichiarato che la Moldavia non riconoscerà ufficialmente la Crimea come russa, sottolineando che "bisogna creare amicizia con l'Ucraina, bisogna risolvere il problema della Transnistria." A tal proposito lo stesso mese si è incontrato con Vadim Krasnosel'skij, presidente della repubblica separatista; quello fu il primo incontro tra leader dei due paesi in 8 anni.
Il 23 dicembre 2016 ha vinto le elezioni presidenziali, sconfiggendo la candidata rivale Maia Sandu ed è stato eletto Presidente della Moldavia. Tre giorni dopo ha fatto rimuovere la bandiera dell'Unione Europea dal palazzo presidenziale. Ha proposto di indire un referendum per l'annullamento dell'accordo commerciale siglato a Bruxelles nel 2014 dalla Moldavia con l'Unione Europea, suo primo partner economico, per aderire all'Unione economica euroasiatica voluta dalla Russia.
Dopo essere entrato nell'incarico si è rifiutato di nominare come Ministro della Difesa Eugen Sturza, indicato per quel ruolo dal Presidente del Consiglio dei Ministri, in quanto favorevole di una cooperazione con la NATO. Il rifiuto ha determinato la necessità per il Governo di adire la Corte Costituzionale, che il 17 ottobre 2017, ha dichiarato contrario alla costituzione il comportamento di Dodon, statuendo che il Presidente della Repubblica di Moldova non può porre il veto sulla proposta dal Primo Ministro.
Le sue prime visite internazionali sono state a Mosca e Bruxelles. Il primo capo di stato straniero a visitare Dodon è stato il Presidente bielorusso Aljaksandr Lukašėnka.
Il 5 maggio 2018, Dodon ha annunciato una campagna per portare una legislazione in parlamento che trasformi la Moldavia da una repubblica parlamentare ad una repubblica presidenziale.
Lo stesso mese ha rilasciato dichiarazione omofobe ed ha pubblicamente criticato la comunità LGBTI, descrivendo la marcia del Pride come contraria ai “valori tradizionali” del paese e ha preso parte a una manifestazione parallela dal titolo “Festival della famiglia tradizionale”.
Nel settembre del 2018 è stato vittima di un incidente stradale, senza gravi conseguenze.
Nel dicembre del 2018, in seguito alla sua visita di stato in Israele, ha detto che sta considerando di trasferire l'ambasciata moldava da Tel Aviv a Gerusalemme.

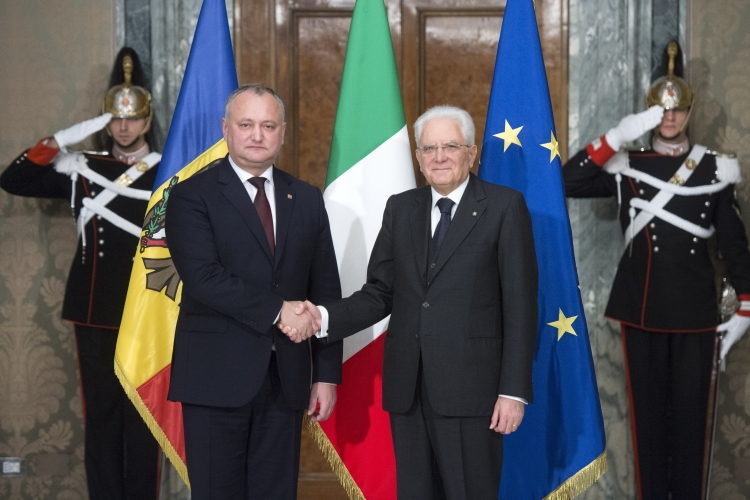
Il Presidente della Repubblica Italiana Sergio Mattarella accoglie al Quirinale il Presidente della Repubblica di Moldavia Igor Dodon